# Левицькі
Левицькі (пол. Lewicki) — кілька дворянських родів різного походження внесені у III, V, VI частини РДК.
Один з цих родів — український, заснований військовим товаришем Іваном Левицьким, який 29.01.1660 підвищений був до сотника. Рід внесений до VI частини дворянської родоводу книги Чернігівської губернії, куди вносилися нащадки давніх дворянських родів (до 1685 року). 15.05.1813 нащадок Івана Левицького в 5-му коліні штаб-лікар Павло Іванович Левицький внесений в VI частину дворянської родоводної книги Рязанської губернії .
Ще один український дворянський рід походить від Йосипа Левицького.
У Подільській губернії був внесений в VI частину рід польського походження, заснований камер-юнкером Польського двору Христофором Левицьким (1645 року), син його Степан був підчашим Підляського воєводства та володів подарованим йому довічно маєтком з селянами. Цей рід Левицьких (і тільки цей) отримав герб, внесений в останню, XXI-у частину Загального гербовника .
Інший рязанський рід Левицьких заснований вихідцем з духовного стану, михайлівським міським лікарем, титулованим радником Миколою Івановичем Левицьким, який 05.03.1847 внесений в III частину дворянської родовідної книги Рязанської губернії.

## Опис герба
Щит розсічений на срібне і червоне поле. У срібному полі вертикально червлений оленячий ріг, в червленому полі срібний ріг тура. Щит увінчаний дворянським коронованим шоломом. Нашоломник — справа срібний ріг тура, зліва червлений оленячий ріг. Намет справа срібний, підкладений червленим, зліва червленим, підкладений сріблом. Герб Левицьких внесений до XXI-ї частини Загального гербовника дворянських родів Всеросійської імперії, стор. 6.